# UFC 301
 UFC 301: Pantoja vs. Erceg   è stato un evento di arti marziali miste tenuto dalla Ultimate Fighting Championship il 4 maggio 2024 alla Farmasi Arena di Rio de Janeiro, in Brasile.

## Risultati
|                                        | Divisione             |                       |                 |                       | Metodo                                  | Round           | Tempo           | Premio          |
| Card Principale                        | Card Principale       | Card Principale       | Card Principale | Card Principale       | Card Principale                         | Card Principale | Card Principale | Card Principale |
| -------------------------------------- | --------------------- | --------------------- | --------------- | --------------------- | --------------------------------------- | --------------- | --------------- | --------------- |
| Sfida valida per il titolo di campione | Pesi mosca            | Alexandre Pantoja (c) | batte           | Steve Erceg           | Decisione unanime (48–47, 48–47, 49–46) | 5               | 5:00            |                 |
|                                        | Pesi gallo            | José Aldo             | batte           | Jonathan Martinez     | Decisione unanime (30–27, 30–27, 30–27) | 3               | 5:00            |                 |
|                                        | Pesi mediomassimi     | Anthony Smith         | batte           | Vitor Petrino         | Sottomissione (guillotine choke)        | 1               | 2:00            |                 |
|                                        | Pesi medi             | Michel Pereira        | batte           | Ihor Potieria         | Sottomissione (guillotine choke)        | 1               | 0:54            | POTN            |
|                                        | Pesi medi             | Caio Borralho         | batte           | Paul Craig            | KO (pugni)                              | 2               | 2:10            | POTN            |
| Card Preliminare                       |                       |                       |                 |                       |                                         |                 |                 |                 |
|                                        | Pesi piuma            | Joanderson Brito      | batte           | Jack Shore            | KO tecnico (stop medico)                | 2               | 3:35            |                 |
|                                        | Pesi paglia femminili | Iasmin Lucindo        | batte           | Karolina Kowalkiewicz | Decisione unanime (30–27, 30–27, 30–27) | 3               | 5:00            |                 |
|                                        | Pesi leggeri          | Myktybek Orolbai      | batte           | Elves Brener          | Decisione unanime (29–27, 29–27, 29–27) | 3               | 5:00            |                 |
|                                        | Pesi leggeri          | Drakkar Klose         | batte           | Joaquim Silva         | Decisione unanime (29–28, 29–28, 29–28) | 3               | 5:00            |                 |
|                                        | Pesi leggeri          | Maurício Ruffy        | batte           | Jamie Mullarkey       | KO tecnico (pugni)                      | 1               | 4:42            | POTN            |
|                                        | Pesi mosca femminili  | Dione Barbosa         | batte           | Ernesta Kareckaitė    | Decisione unanime (29–28, 29–28, 29–28) | 3               | 5:00            |                 |
|                                        | Pesi leggeri          | Ismael Bonfim         | batte           | Vinc Pichel           | Decisione unanime (30–27, 30–27, 30–27) | 3               | 5:00            |                 |
|                                        | Pesi mosca            | Alessandro Costa      | batte           | Kevin Borjas          | KO tecnico (pugni)                      | 2               | 1:35            | POTN            |

## Premi
I lottatori premiati ricevettero un bonus di 50.000 dollari.
Legenda:
- FOTN: Fight of the Night (vengono premiati entrambi gli atleti per il miglior incontro dell'evento)
- POTN: Performance of the Night (viene premiato il vincitore per la migliore performance dell'evento)